# Лична једначина
Лична једначина је субјективни, индивидуално детерминисани чинилац грешке у мерењу. Данас се овај израз користи у ширем смислу да изрази било коју разлику у некој делатности, просуђивању или извођењу неке вештине изазване личним карактеристикама субјекта. Личну једначину потребно је узети у обзир и приликом разматрања и корекције школског оцењивања, с обзиром да се наставници међу собом разликују по својим критеријумима.